# Alan Paterson
Alan Paterson (Reino Unido, 11 de junio de 1928-8 de mayo de 1999) fue un atleta británico especializado en la prueba de salto de altura, en la que consiguió ser campeón europeo en 1950.

## Carrera deportiva
En el Campeonato Europeo de Atletismo de 1950 ganó la medalla de oro en el salto de altura, con un salto por encima de 1.96 metros, superando al sueco Arne Åhman (plata con 1.93 metros) y al francés Claude Bénard (bronce también con 1.93 metros pero en más intentos).